# 1671 en littérature
| Années de la littérature : 1668 - 1669 - 1670 - 1671 - 1672 - 1673 - 1674    |
| Décennies de la littérature : 1640 - 1650 - 1660 - 1670 - 1680 - 1690 - 1700 |

Cet article présente les faits marquants de l'année 1671 en littérature.

## Événements
- 6 février : début de la Correspondance entre Madame de Sévigné et sa fille[1].
- 8 juin : Bossuet entre à l'Académie française[2].
- 4 août : ordre verbal du Roi déclaré par l'archevêque de Paris, François de Harlay, aux députés de l'université de Paris pour de n'enseigner que les doctrines portées « par les règlements et par les statuts », ce qui reviens à interdire l’enseignement du cartésianisme en France[3].

## Parutions
- 15 janvier : achevé d'imprimer des dialogues de Dominique Bouhours, Les Entretiens d’Ariste et d’Eugène, Paris, Sébastien Mabre-Cramoisy, 1671 (présentation en ligne).
- 27 janvier : achevé d'imprimer de la troisième partie des Contes et nouvelles en vers de Jean de La Fontaine, publié chez Claude Barbin à Paris[4].
- 20 août : achevé d'imprimer du récit de voyage de Pierre-Martin de La Martinière, Voyage des pays septentrionaux, Paris, Louis Vendosme, 1671 (présentation en ligne).

- Pierre Nicole, Essais de morale, Paris, Veuve Charles Savreux, 1671 (présentation en ligne).

- Marie-Catherine de Villedieu, Les Amours des Grands Hommes, vol. 1, Paris, Claude Barbin, 1672 (présentation en ligne), roman.

- Hayy ibn Yaqdhan, roman philosophique d'Ibn Tufayl traduit pour la première fois en latin par Edward Pocock est publié à Oxford sous le titre Philosophus autodidactus[5].

- Paradise Regained (en) (« Le Paradis reconquis »), poème épique et Samson Agonistes (en), drame poétique, de John Milton[6].